# Liechtenstein nos Jogos Olímpicos de Verão de 1976
Liechtenstein participou dos Jogos Olímpicos de Verão de 1976 na cidade de Montreal, no Canadá. Nessa edição dos jogos o país não teve medalhistas.